# 非洲白颈鸦

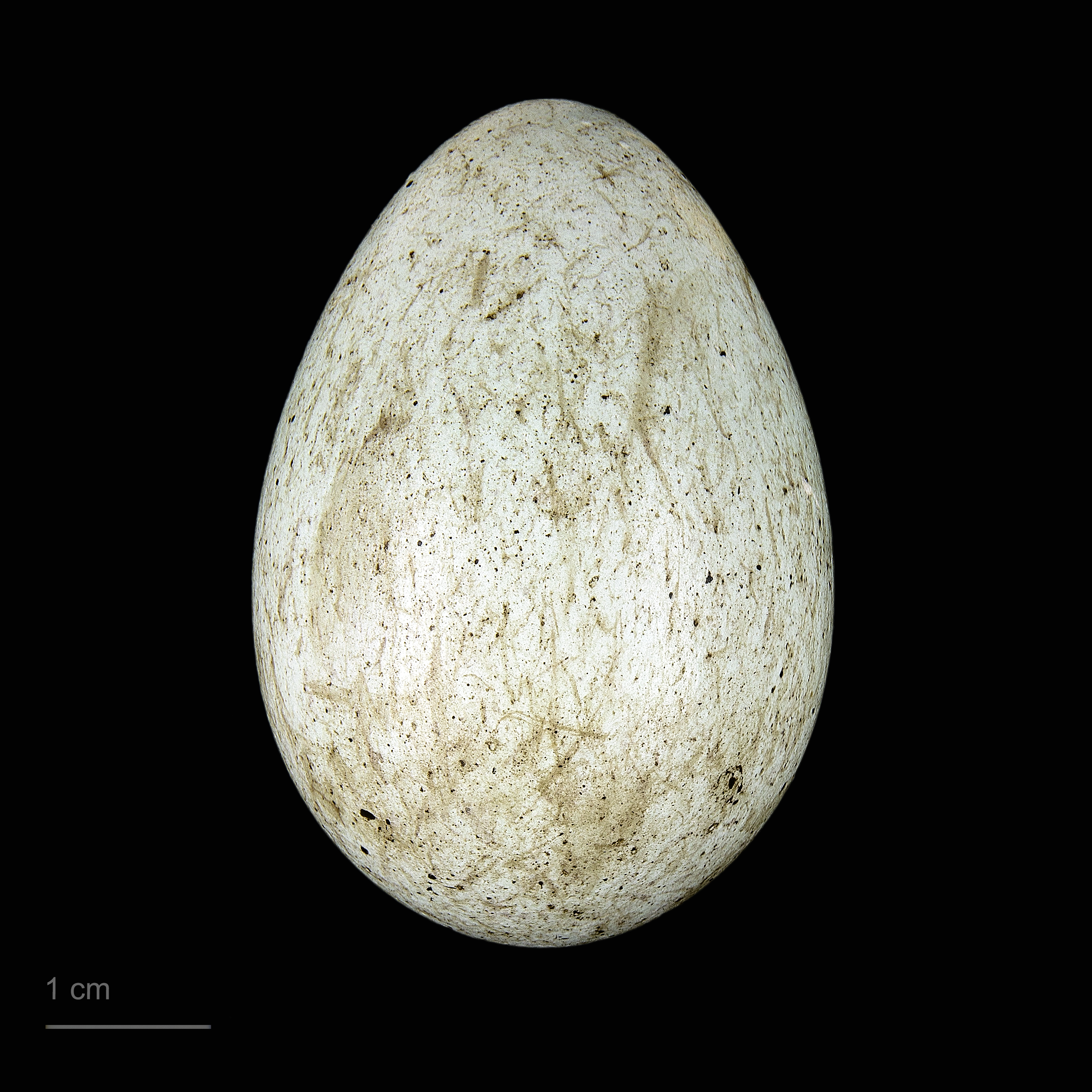
卵 Corvus albus

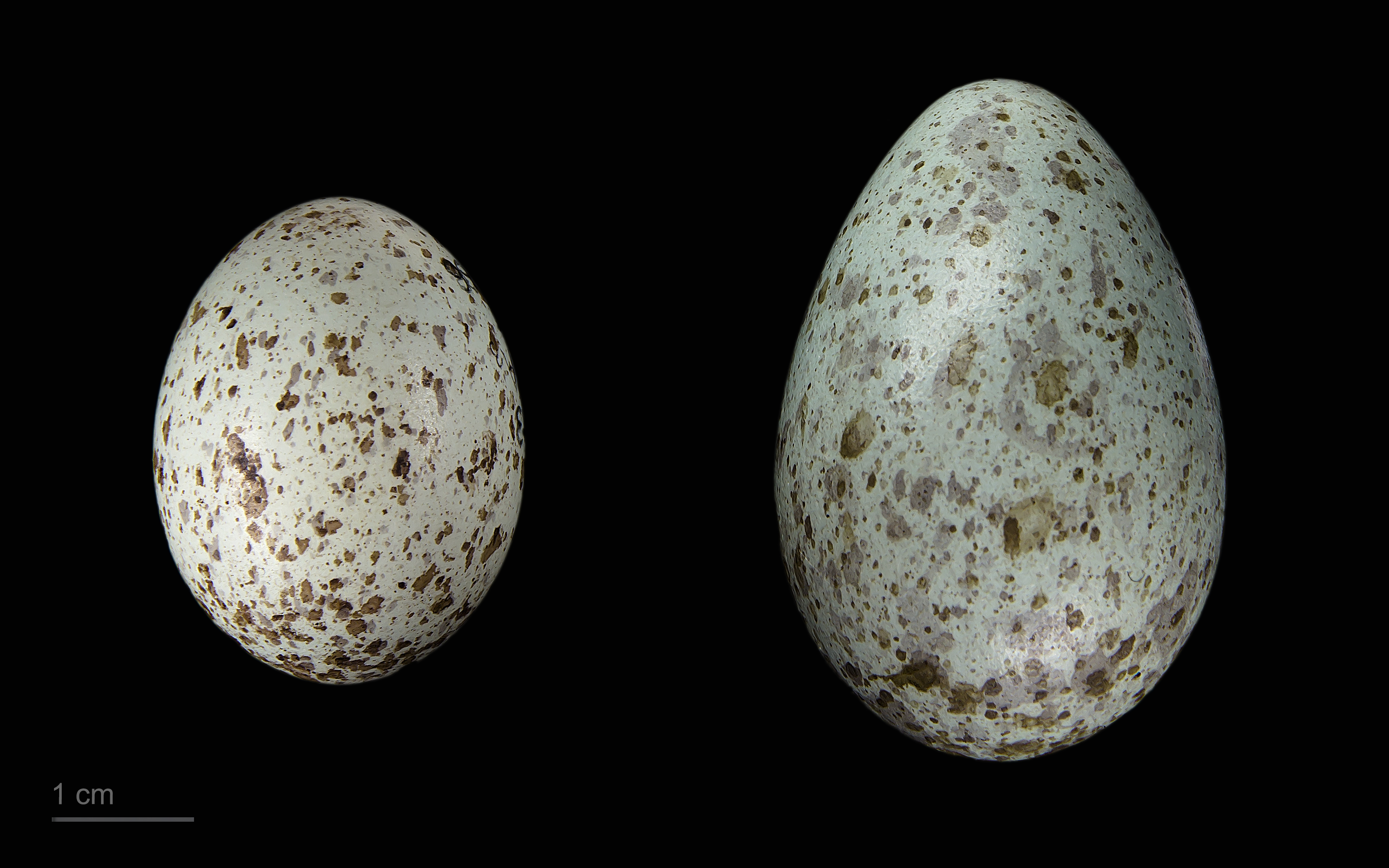
卵 Clamator glandarius 在巢中 Corvus albus

非洲白颈鸦（学名：[Corvus albus] 错误：{{Lang}}：文本有斜体标记（帮助））是鸦科鸦属的一种。其种加词“albus”意为“白色的”，指颈部的羽毛为白色的。

## 分布地区
津巴布韦、加蓬、赞比亚、埃塞俄比亚、南非、几内亚比绍、厄立特里亚、贝宁、塞内加尔、尼日尔、乍得、马里、科特迪瓦、安哥拉、索马里、赤道几内亚、毛里塔尼亚、斯威士兰、卢旺达、喀麦隆、塞舌尔、科摩罗、英属印度洋领地（引进种）、纳米比亚、塞拉利昂、加纳、中非共和国、吉布提、尼日利亚、利比里亚、也门、肯尼亚、坦桑尼亚、布隆迪、刚果民主共和国、博茨瓦纳、刚果、几内亚、冈比亚、马约特、苏丹、马拉维、马达加斯加、布基纳法索、多哥、乌干达、莱索托和莫桑比克。

## 栖息地
非洲白颈鸦的平均体重约为551.5克。栖息地包括温带草原、淡水泉、绿洲、亚热带或热带的（低地）干燥疏灌丛、牧草地、城市、亚热带或热带的旱林、亚热带或热带的（低地）干草原、耕地、淡水湖、污水处理区、干燥的稀树草原、河流、溪流、亚热带或热带的高海拔草原、乡村花园和种植园。